# Dagmar Hanses

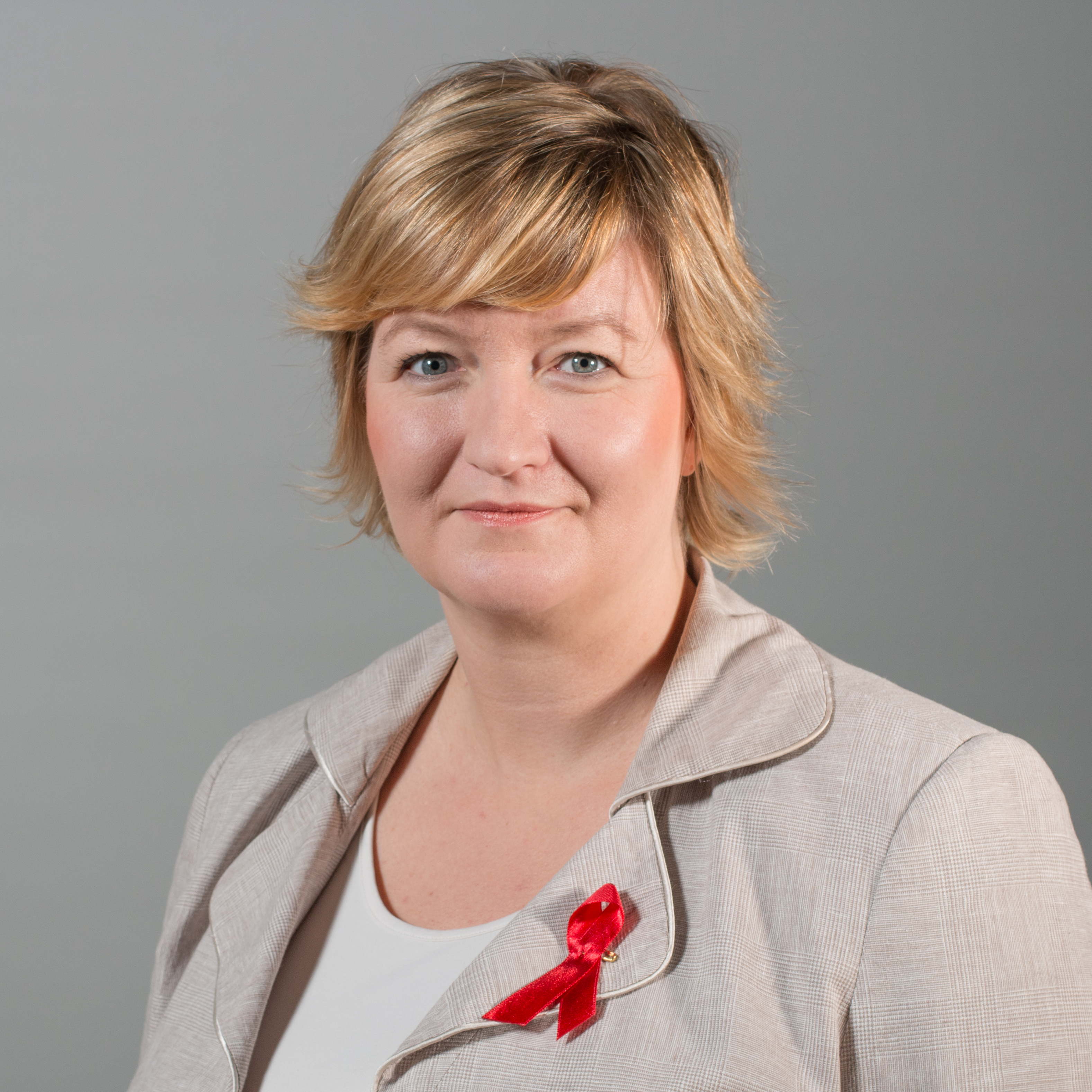
Dagmar Hanses (2013)

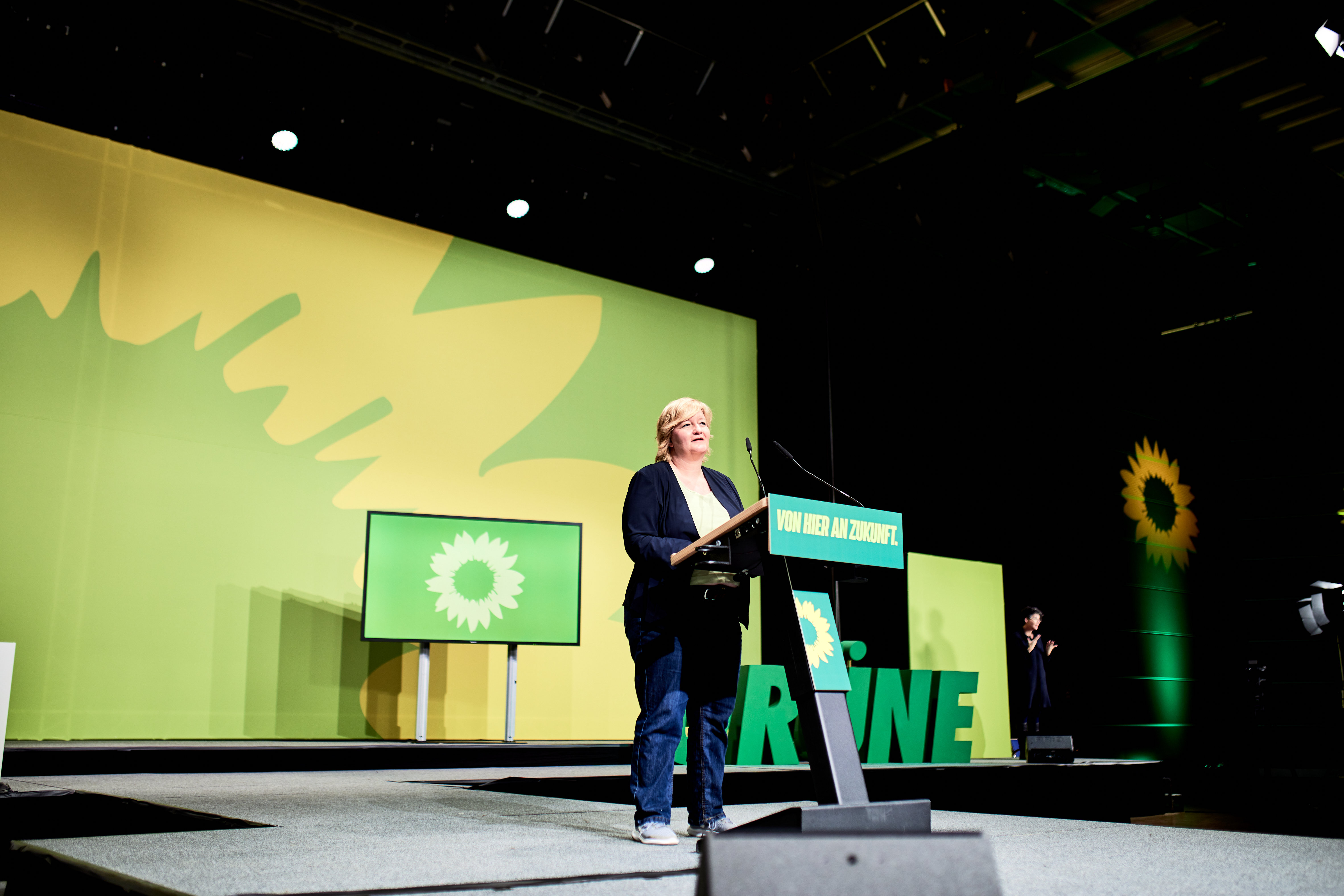
Dagmar Hanses bei der Landesdelegiertenkonferenz der Grünen NRW in Siegen (2021)

Dagmar Hanses (* 2. Juni 1975 in Lennestadt) ist eine deutsche Politikerin (Bündnis 90/Die Grünen). Sie ist seit 2022 Mitglied des Landtags Nordrhein-Westfalen, dem sie bereits von 2010 bis 2017 angehörte.

## Leben und Beruf
Hanses wuchs in Bilstein auf, nach der Mittleren Reife machte sie eine Ausbildung zur Erzieherin. Sie arbeitete von 1995 bis 1999 in einem Kinderheim in Köln und, nach einem Umzug nach Warstein, in einer Kinderkurklinik in Bad Sassendorf und in der sozialpädagogischen Familienhilfe in Warstein. Von 2001 bis 2010 leitete sie einen Kinder- und Jugendtreff in Warstein. Von 2017 bis 2020 war sie Geschäftsführerin des Diözesankomitees im Erzbistum Paderborn. Seit 2020 arbeitet sie in einer OGS in Warstein. Hanses lebt in Warstein, ist ledig und hat keine Kinder.

## Partei, Politik und Parlament
Seit 1993 ist sie Mitglied bei den Grünen. Zunächst war sie in der Kommunalpolitik in ihrer Heimatstadt Lennestadt aktiv und saß dort zwischen 1995 und 1999 im Stadtrat. Bei der Bundestagswahl 1998 war sie Direktkandidatin  des Bundestagswahlkreises Olpe – Siegen-Wittgenstein II. Ein Jahr später kandidierte sie für das Landratsamt des Kreises Olpe. Sie war Gründungsmitglied des Grün-alternativen Jugendbündnisses NRW (GAJB NRW), heute Grüne Jugend NRW. Von 2006 bis 2011 war sie Vorsitzende der Grünen im Kreis Soest. Seit 2010 ist sie Vorsitzende des Bezirks Westfalen von Bündnis 90/Die Grünen. Bei der Landtagswahl 2010 in NRW kandidierte sie auf Platz 17 der Landesliste und als Direktkandidatin im Landtagswahlkreis Soest II, wo sie 7,5 % der Erststimmen erhielt. Über die Landesliste zog sie in den Landtag ein. Bei der vorgezogenen Neuwahl des Landtages 2012 kandidierte sie erneut und zog über die Liste in das Parlament ein. In beiden Legislaturperioden war sie ordentliches Mitglied im Ausschuss für Familie, Kinder und Jugend und im Rechtsausschuss. Seit November 2013 war sie zusätzlich Mitglied der Verfassungskommission des Landtags. Bei der Landtagswahl 2017 war sie auf Listenplatz 19 ihrer Partei und kandidierte im Landtagswahlkreis Soest II. Sie erreichte dort 3.247 Stimmen (4,41 Prozent) und zog nicht wieder in den Landtag ein.
Von 2019 bis 2020 war sie Sprecherin des Warsteiner Ortsverbandes ihrer Partei und zog bei der Kommunalwahl 2020 in den Rat der Stadt Warstein ein.
Für die Landtagswahl 2022 kandidierte sie erneut im Landtagswahlkreis Soest II und auf Platz 17 der Landesliste von Bündnis 90/Die Grünen NRW. Sie zog über die Landesliste ins Parlament ein.